# Anna Massey
Anna Raymond Massey (Thakeham, West Sussex, 1937. augusztus 11. – Kensington, London, 2011. július 3.)
 BAFTA-díjas angol színésznő. Egyik legismertebb szerepe Babs Milligan alakítása Alfred Hitchcock 1972-es thrillerfilmjében, a Tébolyban.

## Élete

### Származása
A West Sussex-i Thakehamben született. Színészcsaládból származott: Édesapja a kanadai születésű Raymond Massey hollywoodi filmszínész; édesanyja Adrianne Allen angol színésznő volt, Massey második felesége. 
Bátyja, Daniel Massey (1933–1998) szintén színésznek állt. Keresztapja John Ford amerikai filmrendező volt. Apai nagybátyja volt Vincent Massey (1887–1967) kanadai diplomata és politikus, 1935–1946 között Kanada ENSZ-hez delegált főbiztosa, 1952–1959 között Kanada brit királyi kormányzója.

### Színészi pályája
Nem szerzett hivatalos színészi képesítést. 1955-ben, 17 éves korában lépett színpadra repertoár-színházakban. 1955 májusában Jane szerepét kapta William Douglas-Home vígjátékában, a The Reluctant Debutante-ban, a brightoni Theatre Royal-ban, majd ugyanebben a szerepben a londoni Cambridge Theatre-ben. A sztorit Jack Minster rendező filmre is vitte, Massey ezzel „egycsapásra” híres lett. 1956 októberében ugyanebben a szerepben már New Yorkban aratott színpadi sikert. Később is szerepelt angol és amerikai irodalmi színpadokon. 1990-ben a Charlestoni Fesztiválon Alan Bennettel közösen adtak elő szemelvényeket T.S. Eliot és Virginia Woolf levelezéséből.
1958-ban filmes főszerepet kapott John Ford rendező Gideon’s Day című angol–amerikai kémfilm-vígjátékában, Jack Hawkins és Anna Lee mellett. 
1963-ban kisebb szerepben sikerrel szerepelt Gilles Grangiera rendező Le voyage à Biarritz című olasz-francia vígjátékában, Fernandel és Michel Galabru mellett. 
Otto Preminger 1965-ös Bunny Lake hiányzik című misztikus thrillerében egy egyik súlyponti szerepet, Elvira Smollettet alakította, Laurence Olivier és Carol Lynley mellett. 
Második főszerepét Michael Powell angol rendező 1970-es Kamerales (Peeping Tom) c. horrorfilmjében játszotta, az elmebeteg sorozatgyilkos (Kalrheinz Böhm) egyik áldozatát, Helen Stephenst. A film a kor mércéje szerint kegyetlen és véres jeleneteket mutatott, felháborodást keltett, egy ideig cenzúrázták. 1972-ben Alfred Hitchcock Téboly c. thrillerfilmjében Massey-nek és Barbara Leigh-Huntnak adta a két női főszerepet, Babset és Brendát, a „nyakkendős sorozatgyilkos” (Barry Foster) két áldozatát.
1975-ben szerepelt a BBC televízió Churchill’s People című nagyszabásúra tervezett történelmi filmdráma-sorozatában, mely Winston Churchillnek az 1930-as években írott Az angol ajkú népek története című munkáiból készítettek. A sorozatba számos neves angol sztárszínészt bevontak (Richard Johnsont, Robert Hardyt, Alan Howardot, Colin Blakelyt, Gemma Jones-t, Edward Foxot és másokat), a sorozat teljes kudarcba fulladt. Massey itt a kora középkori Ealhswith királynét, Nagy Alfréd wessexi király feleségét alakította.
1984-ben főszereplője volt Barbara Rennie filmjének, az Áldott szíveknek (Sacred Hearts), a szigorú Thomas nővért játszotta egy 1940-es évekbeli leány-nevelőintézetben. 1986-ban Edith Hope szerepében magányos, megkeseredett vénlányt játszott Giles Foster Hotel du Lac c. romantikus tévéfilm-drámájában, amely Anita Brookner azonos című regényéből készült. A filmet a BBC Screen Two dráma-sorozatában adta le. Színészkollégája, Julia McKenzie szerint ezt a karaktert szinte Massey „testére szabták”. Alakításáért Massey BAFTA-díjat kapott.
2005-ben II. Erzsébet királynőtől megkapta a Brit Birodalom Rendje kitüntetés parancsnoki fokozatát (CBE), színművészi teljesítményéért.

Az ezredforduló utáni szerepei közül említendő Mrs. Shrike alakítása Brad Anderson A gépész c. pszichothrillerében (2004); Margaret Thatcher-alakítása Richard Curson Smith Pinochet in Suburbia című politikai tévédrámájában, és Mrs. Eagleton szerepe, Álex de la Iglesia spanyol rendező 2008-as The Oxford Murders c. misztikus bűnügyi filmjében, John Hurt és Elijah Wood mellett.

## Magánélete
1958. május 24-én feleségül ment Jeremy Brett angol színészhez, aki a Granada Televízió 1984–1994 sugárzott Sherlock Holmes kalandjai sorozat címszereplőjeként szerzett hírnevet. 1959-ben egy közös fiuk született, David Huggins, aki később író, grafikus, képregényrajzoló, illusztrátor lett. Brett biszexuális volt, 1962-ben férfipartnere kedvéért elhagyta családját. 1962. november 22-én házasságukat felbontották.
Válása után Massey huszonhat évig egyedül élt. 
1988 augusztusában egy társasági eseményen megismerkedett Uri Andres (Jurij Andrejsz) orosz származású kohómérnökkel, aki a londoni Imperial College egyetemen dolgozott. 
1988. november 22-én összeházasodtak, a házasság Massey haláláig fennmaradt.
2006-ban Massey kiadta önéletrajzát, Telling Some Tales címmel, amelyben részletesen beszámolt ifjúságának magánéleti nehézségeiről, Jeremy Brettel kötött első házasságának kudarcáról, Brett szexuális irányultságáról és súlyosbodó pszichés betegségéről, mániás depressziójáról.

Tüdőrák következtében hunyt el Kensingtonban, 2011. július 3-án.

## Főbb filmszerepei
- 1955: The Reluctant Debutante; Jane Broadbent
- 1960: Gideon’s Day; Sally Gideon
- 1963: Kamerales (Peeping Tom); Helen Stephens
- 1955–1964: Le voyage à Biarritz, tévésorozat; Marjorie Robertson
- 1965: Bunny Lake hiányzik (Bunny Lake Is Missing); Elvira Smollett
- 1969: W. Somerset Maugham, tévésorozat; Millicent Bannon
- 1969: De Sade; Renée de Montreuil
- 1970: Tükörútvesztő (The Looking Glass War); Mrs. Avery
- 1970: Copperfield Dávid, tévéfilm; Jane Murdstone
- 1972: Téboly (Frenzy); Babs Milligan
- 1973: Mesék a kriptákból II. (The Vault of Horror); Midnight Mess c. rész; Donna Rogers
- 1973: Babaház (A Doll’s House); Kristine Linde
- 1974: The Pallisers, tévésorozat; Laura Kennedy / Laura Standish
- 1975: Churchill’s People, televíziós történelmi filmdráma-sorozat; Ealhswith wessexi királyné
- 1966–1977: Jackanory, tévésorozat; önmaga, mint történetmesélő
- 1979: Zöld a vetés (The Corn Is Green), tévéfilm; Miss Ronberry
- 1979: Rebecca, tévé-minisorozat; Mrs. Danvers
- 1979: Egy kis romantika (A Little Romance); Ms. Siegel
- 1980: Meghökkentő mesék (Tales of the Unexpected), tévésorozat; Mr Botibol’s First Love c. rész, Irene Wrzaszcyzk
- 1982: I Remember Nelson, tévésorozat; Lady Frances Nelson
- 1982: Egy nyár öt napja (Five Days One Summer); Jennifer Pierce
- 1984: Egy másik ország (Another Country); Imogen Bennett
- 1984: A lánc (The Chain); Betty
- 1984: Kettős szerepben (The Little Drummer Girl); elnökasszony
- 1984: Áldott szívek (Sacred Hearts), Thomas nővér
- 1985: Anna Karenina, tévéfilm; Betsy
- 1986: A csodadoktor (Foreign Body); Miss Furze
- 1986: Hotel du Lac; tévéfilm; Edith Hope (BBC Screen Two sorozat, E02S08)
- 1987: Kockán nyert szerelem (A Hazard of Hearts), tévéfilm; Eudora
- 1988: Könnyek az esőben (Tears in the Rain), tévéfilm; Lady Emily
- 1988: Sun Child, tévéfilm; Marcia Burrows
- 1989: A nagy balek (Around the World in 80 Days); Mary
- 1989: 80 nap alatt a föld körül (Around the World in 80 Days), tévé-minisorozat; Viktória királynő
- 1989: Két város története (A Tale of Two Cities). tévé-minisorozat; Miss Pross
- 1989: Killing Dad or How to Love Your Mother; Edith
- 1990: A Hold hegyei (Mountains of the Moon); Mrs. Arundell
- 1991: Impromptu; George Sand anyja
- 1992: Inspector Morse, tévésorozat; Lady Emily Balcombe
- 1993: The Return of the Psammead, tévésorozat; Marchmont néni
- 1993: Az ifjú Indiana Jones kalandjai (The Young Indiana Jones Chronicles), tévésorozat;
- 1995: Angyalok és rovarok (Angels and Insects); Miss Mead
- 1995: Groteszk (The Grotesque); Mrs. Giblet
- 1993–1995: Nyúl Péter és barátai (Angels and Insects), animációs sorozat; Mrs. Tittlemouse hangja
- 1995: Megkísértve (Haunted); Nanny Tess Webb
- 1997: Partra vetve (Driftwood); anya
- 1997: Déjà Vu, Fern Stoner
- 1999: Jack kapitány (Captain Jack); Phoebe
- 2000: Kamufeleség (Room to Rent); Sarah Stevenson
- 2001: Nash Bridges – Trükkös hekus (Nash Bridges), tévésorozat; Cindy
- 2001: Sötétkék égbolt (Tmavomodrý svet); angoltanárnő
- 2002: Bunbury, avagy jó, ha szilárd az ember (The Importance of Being Earnest); Miss Prism
- 2002: Őrangyal a jövőből (An Angel for May); tévéfilm; Rosie
- 2002: Költői szerelem (Possession); Lady Bailey
- 2003: Strange, tévé-minisorozat; Miss Emily Hawthorne
- 2004: A gépész (The Machinist); Mrs. Shrike
- 2004: Szeret, nem szeret (He Knew He Was Right), tévésorozat; Miss Stanbury
- 2004: Elhagyatva (Belonging), tévéfilm; Brenda
- 2004: Agatha Christie: Egy élet képekben (Agatha Christie: A Life in Pictures), tévéfilm; az idős Agatha Christie
- 2005: Robinsonék (The Robinsons), tévésorozat; Pam Robinson
- 2005: Különös barátság (Mrs. Palfrey at the Claremont); Mrs Arbuthnot
- 2004: A pánik hete (The Worst Week of My Life); Yvonne néni
- 2006: Egy jó gyilkosság (A Good Murder), tévéfilm; Phyllis
- 2006: Pinochet in Suburbia; tévéfilm; Margaret Thatcher
- 2007: Lewis - Az oxfordi nyomozó (Lewis), tévésorozat; Margaret Gold professzor
- 2007: Twist Olivér (Oliver Twist), tévésorozat; Mrs. Bedwin
- 2008: The Oxford Murders; Mrs. Eagleton
- 2008: Érzék (Affinity); Miss Haxby
- 2008: Egy tiszta nő (Tess of the D’Urbervilles), tévé-minisorozat; Mrs D’Urberville
- 2009: Kingdom – Az igazak ügyvédje (Kingdom), tévésorozat; Winifred
- 1998–2009: Kisvárosi gyilkosságok (Midsomer Murders), tévésorozat, 2 epizódban; Brenda Packard / Honoria Lyddiard
- 2009: Agatha Christie: Poirot, tévésorozat, S12E04 Az órák c. rész; Miss Pebmarsh
- 2010: Az élet megy tovább (Moving On), tévésorozat; Bella
- 2011: Act of Memory: A Christmas Story; az idős Mária

## További információ
- Anna Massey a PORT.hu-n (magyarul)
- Anna Massey az Internetes Szinkronadatbázisban (magyarul)
- Anna Massey az Internet Movie Database-ben (angolul)
- Anna Massey a Rotten Tomatoeson (angolul)
- Anna Massey az AlloCiné weboldalán (franciául)
- Anna Massey Profile (angol nyelven). famousfix.com. (Hozzáférés: 2023. január 18.)